# Élections cantonales de 1883 en Ille-et-Vilaine
Les élections cantonales françaises de 1883 ont eu lieu les 12 et 19 août 1883.

## Assemblée départementale sortante
| Parti                                        | Sigle   | Élus |
| -------------------------------------------- | ------- | ---- |
| Républicains (24 sièges)                     |         |      |
| Républicains modérés                         | Rép.opp | 24   |
| Monarchistes (17 sièges)                     |         |      |
| Légitimistes                                 | Légit.  | 16   |
| Orléaniste                                   | Orléa.  | 1    |
| Impérialistes (2 sièges)                     |         |      |
| Bonapartiste                                 | Bonap.  | 2    |
| Président du conseil général                 |         |      |
| Félix Martin-Feuillée (Républicains modérés) |         |      |

## Assemblée départementale élue
| Parti                                        | Sigle   | Élus  |
| -------------------------------------------- | ------- | ----- |
| Républicains (27 sièges)                     |         |       |
| Républicains modérés                         | Rép.opp | 27 ↑3 |
| Monarchistes (13 sièges)                     |         |       |
| Légitimistes                                 | Légit.  | 12 ↓4 |
| Orléaniste                                   | Orléa.  | 1 =   |
| Bonapartistes (3 sièges)                     |         |       |
| Bonapartiste                                 | Bonap.  | 3 ↑1  |
| Président du conseil général                 |         |       |
| Félix Martin-Feuillée (Républicains modérés) |         |       |

## Résultats pour le conseil général

### Arrondissement de Rennes

#### Canton de Rennes-Nord-Est
|          | Edgard Le Bastard * | Républicain modéré | 2 192 | 73,39 |  |  |
|          |                     |                    |       |       |  |  |
| Inscrits | Inscrits            | Inscrits           | 5 066 |       |  |  |
| Votants  | Votants             | Votants            | 2 987 | 58,96 |  |  |
| Exprimés | Exprimés            | Exprimés           | 2 902 | 97,15 |  |  |

*sortant

#### Canton de Rennes-Sud-Est
Louis Foucqueron (Radical) élu depuis 1877 ne se représente pas.
|          | Th Guillard | Républicain modéré | 1 835 | 89,51 |  |  |
|          |             |                    |       |       |  |  |
| Inscrits | Inscrits    | Inscrits           | 4 601 |       |  |  |
| Votants  | Votants     | Votants            | 2 050 | 44,56 |  |  |
| Exprimés | Exprimés    | Exprimés           | 2 037 | 99,37 |  |  |

*sortant

#### Canton de Châteaugiron
Félix Martin-Feuillée est président du Conseil Général depuis 1871.
|          | Félix Martin-Feuillée * | Républicain modéré | 1 605 | 95,54 |  |  |
|          |                         |                    |       |       |  |  |
| Inscrits | Inscrits                | Inscrits           | 2 523 |       |  |  |
| Votants  | Votants                 | Votants            | 1 680 | 66,59 |  |  |
| Exprimés | Exprimés                | Exprimés           | 1 615 | 96,13 |  |  |

*sortant

#### Canton de Janzé
|          | Paul Carron * | Légitimiste        | 1 803 | 59,74 |  |  |
|          | Ernest Chapon | Républicain modéré | 1 211 | 40,13 |  |  |
|          |               |                    |       |       |  |  |
| Inscrits | Inscrits      | Inscrits           | 3 485 |       |  |  |
| Votants  | Votants       | Votants            | 3 033 | 87,03 |  |  |
| Exprimés | Exprimés      | Exprimés           | 3 018 | 99,51 |  |  |

*sortant

#### Canton de Mordelles
|          | Paul de Farcy * | Légitimiste | 1 124 | 98,94 |  |  |
|          |                 |             |       |       |  |  |
| Inscrits | Inscrits        | Inscrits    | 1 673 |       |  |  |
| Votants  | Votants         | Votants     | 1 136 | 67,90 |  |  |
| Exprimés | Exprimés        | Exprimés    | 1 125 | 99,03 |  |  |

*sortant

### Arrondissement de Saint-Malo

#### Canton de Saint-Malo
| Candidats | Candidats             | Étiquette          | Premier tour | Premier tour | Ballotage | Ballotage |
| Candidats | Candidats             | Étiquette          | Voix         | %            | Voix      | %         |
| --------- | --------------------- | ------------------ | ------------ | ------------ | --------- | --------- |
|           | Auguste Hovius *      | Républicain modéré | 937          | 46,64        | 1 224     | 61,26     |
|           | Charles Pierre Rouxin | Ex Bonapartiste    | 710          | 35,34        | 743       | 37,19     |
|           | Louis Martin          | Républicain modéré | 462          | 23,00        |           |           |
|           |                       |                    |              |              |           |           |
| Inscrits  | Inscrits              | Inscrits           | 3 146        |              | 3 146     |           |
| Votants   | Votants               | Votants            | 2 027        | 64,43        | 1 998     | 63,51     |
| Exprimés  | Exprimés              | Exprimés           | 2 009        | 99,11        | 1 998     | 100,00    |

*sortant

#### Canton de Chateauneuf-d'Ille-et-Vilaine
|          | Mathurin Guibert (fils) * | Légitimiste        | 1 201 | 55,20  |  |  |
|          | Pierre Gautreau           | Républicain modéré | 1 050 | 44,80  |  |  |
|          |                           |                    |       |        |  |  |
| Inscrits | Inscrits                  | Inscrits           | 3 321 |        |  |  |
| Votants  | Votants                   | Votants            | 2 257 | 67,96  |  |  |
| Exprimés | Exprimés                  | Exprimés           | 2 257 | 100,00 |  |  |

*sortant

#### Canton de Dol-de-Bretagne
|          | Auguste Lejomptel (père) * | Républicain modéré | 2 428 | 99,06 |  |  |
|          |                            |                    |       |       |  |  |
| Inscrits | Inscrits                   | Inscrits           | 4 255 |       |  |  |
| Votants  | Votants                    | Votants            | 2 451 | 57,60 |  |  |
| Exprimés | Exprimés                   | Exprimés           | 2 445 | 99,76 |  |  |

*sortant

#### Canton de Dinard
Jean-Baptiste Brindejonc des Moulinais (Légitimiste) élu depuis 1877 ne se représente pas.
|          | Louis Lhôtellier | Républicain modéré | 1 204 | 62,13 |  |  |
|          | M. Le Ménager    |                    | 733   | 37,82 |  |  |
|          |                  |                    |       |       |  |  |
| Inscrits | Inscrits         | Inscrits           | 3 413 |       |  |  |
| Votants  | Votants          | Votants            | 1 945 | 56,99 |  |  |
| Exprimés | Exprimés         | Exprimés           | 1 938 | 99,64 |  |  |

*sortant

#### Canton de Tinténiac
|          | Eugène Durand * | Républicain modéré | 1 726 | 75,70  |  |  |
|          | M. Lechartier   | Légitimiste        | 524   | 22,98  |  |  |
|          |                 |                    |       |        |  |  |
| Inscrits | Inscrits        | Inscrits           | 2 959 |        |  |  |
| Votants  | Votants         | Votants            | 2 280 | 77,05  |  |  |
| Exprimés | Exprimés        | Exprimés           | 2 280 | 100,00 |  |  |

*sortant

### Arrondissement de Fougères

#### Canton de Fougères-Nord
|          | Pierre-Marie Frain de La Villegontier * | Légitimiste | 2 425 | 88,50 |  |  |
|          |                                         |             |       |       |  |  |
| Inscrits | Inscrits                                | Inscrits    | 3 945 |       |  |  |
| Votants  | Votants                                 | Votants     | 2 740 | 69,46 |  |  |
| Exprimés | Exprimés                                | Exprimés    | 2 476 | 90,37 |  |  |

*sortant

#### Canton d'Antrain
Marie-Joseph Delafosse (Légitimiste) élu depuis 1871 ne représente pas.
|          | Ferdinand Baston de La Riboisière | Centre gauche | 2 338 | 96,06 |  |  |
|          |                                   |               |       |       |  |  |
| Inscrits | Inscrits                          | Inscrits      | 4 447 |       |  |  |
| Votants  | Votants                           | Votants       | 2 434 | 54,73 |  |  |
| Exprimés | Exprimés                          | Exprimés      | 2 385 | 97,99 |  |  |

*sortant

#### Canton de Saint-Aubin-du-Cormier
|          | Jean-Baptiste Divel     | Républicain modéré | 1 079 | 54,17 |  |  |
|          | Joseph de la Bélinaye * | Légitimiste        | 910   | 45,68 |  |  |
|          |                         |                    |       |       |  |  |
| Inscrits | Inscrits                | Inscrits           | 2 732 |       |  |  |
| Votants  | Votants                 | Votants            | 1 993 | 72,95 |  |  |
| Exprimés | Exprimés                | Exprimés           | 1 992 | 99,95 |  |  |

*sortant

### Arrondissement de Vitré

#### Canton de Vitré-Est
|          | Yvan Hay des Nétumières * | Légitimiste | 2 113 | 94,58 |  |  |
|          |                           |             |       |       |  |  |
| Inscrits | Inscrits                  | Inscrits    | 3 299 |       |  |  |
| Votants  | Votants                   | Votants     | 2 234 | 67,72 |  |  |
| Exprimés | Exprimés                  | Exprimés    | 2 499 | 95,93 |  |  |

*sortant

#### Canton d'Argentré-du-Plessis
|          | Henri de Sallier-Dupin * | Légitimiste | 2 300 | 99,61 |  |  |
|          |                          |             |       |       |  |  |
| Inscrits | Inscrits                 | Inscrits    | 3 286 |       |  |  |
| Votants  | Votants                  | Votants     | 2 309 | 70,27 |  |  |
| Exprimés | Exprimés                 | Exprimés    | 2 300 | 99,61 |  |  |

*sortant

#### Canton de La Guerche-de-Bretagne
Jean-Marie Heinry (Légitimiste) élu depuis 1864, est mort en 1881. 
Fernand Després  (Légitimiste) est élu lors de la partielle qui suit.
|          | Fernand Després * | Légitimiste | 1 747 | 86,06 |  |  |
|          |                   |             |       |       |  |  |
| Inscrits | Inscrits          | Inscrits    | 3 904 |       |  |  |
| Votants  | Votants           | Votants     | 2 030 | 52,00 |  |  |
| Exprimés |                   |             |       |       |  |  |

*sortant

### Arrondissement de Redon

#### Canton de Redon
|          | Joseph Desmars *                    | Républicain modéré | 1 789 | 55,72 |  |  |
|          | Charles de Trogoff du Boisguézennec | Légitimiste        | 1 422 | 44,29 |  |  |
|          |                                     |                    |       |       |  |  |
| Inscrits | Inscrits                            | Inscrits           | 4 166 |       |  |  |
| Votants  | Votants                             | Votants            | 3 215 | 77,17 |  |  |
| Exprimés | Exprimés                            | Exprimés           | 3 211 | 99,88 |  |  |

*sortant

#### Canton de Guichen
|          | Arthur Guyot * | Républicain modéré | 2 779 | 98,76 |  |  |
|          |                |                    |       |       |  |  |
| Inscrits | Inscrits       | Inscrits           | 4 238 |       |  |  |
| Votants  | Votants        | Votants            | 2 814 | 66,40 |  |  |
| Exprimés |                |                    |       |       |  |  |

*sortant

#### Canton de Maure-de-Bretagne
|          | Louis de la Vigne * | Légitimiste        | 1 143 | 52,53  |  |  |
|          | René Fournier       | Républicain modéré | 1 029 | 47,29  |  |  |
|          |                     |                    |       |        |  |  |
| Inscrits | Inscrits            | Inscrits           | 2 725 |        |  |  |
| Votants  | Votants             | Votants            | 2 176 | 79,85  |  |  |
| Exprimés | Exprimés            | Exprimés           | 2 176 | 100,00 |  |  |

*sortant

### Arrondissement de Montfort

#### Canton de Montfort-sur-Meu
Julien Denais (Républicain modéré) élu depuis 1877 ne se représente pas.
|          | Ernest Jugnet    | Bonapartiste           | 1 597 | 56,89 |  |  |
|          | Théodore Futrier | Républicain modéré (*) | 904   | 32,21 |  |  |
|          | M. Faisant       |                        | 299   | 10,61 |  |  |
|          |                  |                        |       |       |  |  |
| Inscrits | Inscrits         | Inscrits               | 3 693 |       |  |  |
| Votants  | Votants          | Votants                | 2 814 | 76,21 |  |  |
| Exprimés | Exprimés         | Exprimés               | 2 807 | 99,75 |  |  |

*sortant

#### Canton de Montauban-de-Bretagne
L'élection de Constant Escolan (Républicain modéré) a été annulée en 1878. 
Paul de Guéheneuc de Boishüe (Légitimiste) est élu lors de la partielle qui suit.
|          | Henri Perdriel                 | Centre gauche | 1 015 | 50,52 |  |  |
|          | Paul de Guéheneuc de Boishüe * | Légitimiste   | 994   | 49,48 |  |  |
|          |                                |               |       |       |  |  |
| Inscrits | Inscrits                       | Inscrits      | 2 486 |       |  |  |
| Votants  | Votants                        | Votants       | 2 012 | 80,93 |  |  |
| Exprimés | Exprimés                       | Exprimés      | 2 009 | 99,85 |  |  |

*sortant

#### Canton de Saint-Méen-le-Grand
L'élection de Léonard Drouet de Montgermont (Légitimiste) est invalidée en 1878. 
Pierre Bellouard (Républicain modéré) est élu lors de la partielle qui suit.
|          | Pierre Bellouard * | Républicain modéré | 1 755 | 95,43 |  |  |
|          |                    |                    |       |       |  |  |
| Inscrits | Inscrits           | Inscrits           | 3 932 |       |  |  |
| Votants  | Votants            | Votants            | 1 839 | 46,52 |  |  |
| Exprimés |                    |                    |       |       |  |  |

*sortant

## Résultats pour les conseils d'arrondissements

### Arrondissement de Rennes

#### Canton de Rennes-Nord-Ouest
- Conseiller sortant : Léon Guérard (Centre gauche), élu depuis 1877.

- Edgard Le Bastard n'est pas candidat pour le conseil d'arrondissement mais pour le Conseil général pour le canton Nord-Est.

|          | Adolphe Bourdonnay | Républicain modéré | 1 391 | 52,45 |  |  |  |
|          | Léon Guérard *     | Centre gauche      | 1 215 | 45,82 |  |  |  |
|          | Edgard Le Bastard  | Républicain modéré | 41    | 1,55  |  |  |  |
|          |                    |                    |       |       |  |  |  |
| Inscrits | Inscrits           | Inscrits           | 4 961 |       |  |  |  |
| Votants  | Votants            | Votants            | 2 728 | 54,99 |  |  |  |
| Exprimés | Exprimés           | Exprimés           | 2 652 | 97,21 |  |  |  |

*sortant

#### Canton de Rennes-Sud-Ouest
- Conseiller sortant : Jean-Marie Maugère (Union républicaine), élu depuis 1877.

|          | Jean-Marie Maugère * | Union républicaine | 2 231 | 92,31 |  |  |  |
|          |                      |                    |       |       |  |  |  |
| Inscrits | Inscrits             | Inscrits           | 4 671 |       |  |  |  |
| Votants  | Votants              | Votants            | 2 417 | 51,75 |  |  |  |
| Exprimés | Exprimés             | Exprimés           | 2 375 | 98,26 |  |  |  |

*sortant

#### Canton de Hédé
- Conseiller sortant : Félix Aubrée (Républicain modéré), élu depuis 1880.

- Simon Brasseur, élu depuis 1871 démissionne en 1880. La partielle pour le remplacer a lieu en même temps que le renouvellement triennal de 1880, Félix Aubrée (Républicain modéré) est élu.

|          | Félix Aubrée * | Républicain modéré | 1 603 | 99,20 |  |  |  |
|          |                |                    |       |       |  |  |  |
| Inscrits | Inscrits       | Inscrits           | 2 799 |       |  |  |  |
| Votants  | Votants        | Votants            | 1 616 | 57,74 |  |  |  |
| Exprimés | Exprimés       | Exprimés           | 1 606 | 99,38 |  |  |  |

*sortant

#### Canton de Liffré
- Conseiller sortant : Eugène Delahaye (Républicain modéré), élu depuis 1875.

|          | Eugène Delahaye * | Républicain modéré | 1 608 | 95,94 |  |  |  |
|          |                   |                    |       |       |  |  |  |
| Inscrits | Inscrits          | Inscrits           | 2 751 |       |  |  |  |
| Votants  | Votants           | Votants            | 1 676 | 60,92 |  |  |  |
| Exprimés | Exprimés          | Exprimés           | 1 668 | 99,52 |  |  |  |

*sortant

#### Canton de Saint-Aubin-d'Aubigné
- Conseiller sortant : Victor Prioul (Républicain modéré), élu depuis 1871 qui ne se représente pas.

- Émile Beillard est conseiller général.

|          | François Herbert       | Républicain modéré | 2 976 | 88,55  |  |  |  |
|          | Émile Beillard         | Républicain modéré | 103   | 3,07   |  |  |  |
|          | Robert Auguste Surcouf |                    | 77    | 2,29   |  |  |  |
|          |                        |                    |       |        |  |  |  |
| Inscrits | Inscrits               | Inscrits           | 4 203 |        |  |  |  |
| Votants  | Votants                | Votants            | 3 361 | 79,97  |  |  |  |
| Exprimés | Exprimés               | Exprimés           | 3 361 | 100,00 |  |  |  |

*sortant

### Arrondissement de Saint-Malo

#### Canton de Cancale
- Conseiller sortant : Antoine Cotarmanac'h (Républicain modéré), élu depuis 1871.

|          | Antoine Cotarmanac'h * | Républicain modéré | 1 843 | 97,26 |  |  |  |
|          |                        |                    |       |       |  |  |  |
| Inscrits | Inscrits               | Inscrits           | 4 276 |       |  |  |  |
| Votants  | Votants                | Votants            | 1 895 | 44,32 |  |  |  |
| Exprimés | Exprimés               | Exprimés           | 1 875 | 98,95 |  |  |  |

*sortant

#### Canton de Combourg
- Conseiller sortant : Hyacinthe Blaize de Maisonneuve (Légitimiste), élu depuis 1877.

|           | Hyacinthe Blaize de Maisonneuve * | Légitimiste | 2 685 | 97,60 |  |  |  |
|           |                                   |             |       |       |  |  |  |
| Inscrits  | Inscrits                          | Inscrits    | 4 509 |       |  |  |  |
| Votants   | Votants                           | Votants     | 2 751 | 61,01 |  |  |  |
| Exprimés  | Exprimés                          | Exprimés    | 2 685 | 97,60 |  |  |  |
| * Sortant |                                   |             |       |       |  |  |  |

#### Canton de Pleine-Fougères
- Conseiller sortant : Eugène Poincheval (Républicain modéré), élu depuis 1877.

|          | Eugène Poincheval *               | Républicain modéré | 1 843 | 66,32 |  |  |  |
|          | Mathurin Plainfossé de Hauteville | Légitimiste        | 926   | 33,32 |  |  |  |
|          |                                   |                    |       |       |  |  |  |
| Inscrits | Inscrits                          | Inscrits           | 4 141 |       |  |  |  |
| Votants  | Votants                           | Votants            | 2 780 | 67,13 |  |  |  |
| Exprimés | Exprimés                          | Exprimés           | 2 779 | 99,96 |  |  |  |

*sortant

#### Canton de Saint-Servan
- Conseiller sortant : Léonce Demalvilain (Républicain modéré), élu depuis 1877.

|          | Léonce Demalvilain * | Républicain modéré | 1 610 | 99,75 |  |  |  |
|          |                      |                    |       |       |  |  |  |
| Inscrits | Inscrits             | Inscrits           | 3 337 |       |  |  |  |
| Votants  | Votants              | Votants            | 1 679 | 50,32 |  |  |  |
| Exprimés | Exprimés             | Exprimés           | 1 614 | 96,13 |  |  |  |

*sortant

### Arrondissement de Fougères
- Il doit y avoir au moins neuf conseillers par arrondissement, celui de Fougères ne comptant que six cantons, trois sièges sont ajoutés aux cantons les plus peuplés.

#### Canton de Fougères-Sud
- Conseiller sortant : Joseph Delatouche (Républicain modéré), élu depuis 1879.

- Prosper Fécelier (), élu depuis 1871 est décédé le 20 octobre 1879. Une partielle est organisée le 7 décembre 1879 et est remportée par Joseph Delatouche (Républicain modéré).

- Avec le nouveau recensement de 1881, le canton passe à deux conseillers.

|          | Joseph Delatouche * | Républicain modéré | 1 775 | 67,18 |  |  |  |
|          | Alfred Bazillon     | Républicain modéré | 1 551 | 58,71 |  |  |  |
|          | Paul Denis (fils)   | Libéral            | 975   | 36,90 |  |  |  |
|          | Émile Le Poullen    | Libéral            | 876   | 33,16 |  |  |  |
|          |                     |                    |       |       |  |  |  |
| Inscrits | Inscrits            | Inscrits           | 3 636 |       |  |  |  |
| Votants  | Votants             | Votants            | 2 643 | 72,69 |  |  |  |
| Exprimés | Exprimés            | Exprimés           | 2 642 | 99,96 |  |  |  |

*sortant

#### Canton de Louvigné-du-Désert
- Conseiller sortant : Alexandre Despas (Républicain modéré), élu depuis 1881.

- René Gourdel (?) élu depuis 1871 décède le 14 juillet 1881. Lors de la partielle du 12 septembre 1881 qui suit Alexandre Despas (Républicain modéré) est élu.

|          | Alexandre Despas * | Républicain modéré | 2 151 | 97,91 |  |  |  |
|          |                    |                    |       |       |  |  |  |
| Inscrits | Inscrits           | Inscrits           | 3 486 |       |  |  |  |
| Votants  | Votants            | Votants            | 2 197 | 63,02 |  |  |  |
| Exprimés | Exprimés           | Exprimés           | 2 151 | 97,91 |  |  |  |

*sortant

#### Canton de Saint-Brice-en-Coglès
- Conseillers sortants : Jean-Marie Duval (?) et Auguste Deroyer (?), élus depuis 1871, ne se représentent pas.

- Le canton perd un de ses conseillers au profit du canton de Fougères-Sud.

|          | Victor Roussin | Républicain modéré | 2 411 | 96,52 |  |  |  |
|          |                |                    |       |       |  |  |  |
| Inscrits | Inscrits       | Inscrits           | 3 766 |       |  |  |  |
| Votants  | Votants        | Votants            | 2 498 | 66,33 |  |  |  |
| Exprimés | Exprimés       | Exprimés           | 2 411 | 96,52 |  |  |  |

*sortant

### Arrondissement de Vitré
- Il doit y avoir au moins neuf conseillers par arrondissement, celui de Vitré ne comptant que six cantons, trois sièges sont ajoutés aux cantons les plus peuplés.

#### Canton de Vitré-Ouest
- Conseiller sortant : Édouard Rupin (Légitimiste fusionniste), élu depuis 1871.

|          | Édouard Rupin * | Légitimiste fusionniste | 1 887 | 94,07 |  |  |  |
|          |                 |                         |       |       |  |  |  |
| Inscrits | Inscrits        | Inscrits                | 3 104 |       |  |  |  |
| Votants  | Votants         | Votants                 | 2 006 | 64,63 |  |  |  |
| Exprimés | Exprimés        | Exprimés                | 1 955 | 97,46 |  |  |  |

*sortant

#### Canton de Châteaubourg
- Conseiller sortant : Georges du Dézerseul (Légitimiste), élu depuis 1880, ne se représente pas.

- Charles Guillaume (Républicain modéré), élu en 1877 démissionne le 31 octobre 1880. Lors de la partielle qui suit du 26 décembre 1880 Georges du Dézerseul (Légitimiste) est élu.

|          | Charles Guillaume | Républicain modéré | 854   | 56,52 |  |  |  |
|          | Achille Raguenel  | Légitimiste        | 654   | 43,28 |  |  |  |
|          |                   |                    |       |       |  |  |  |
| Inscrits | Inscrits          | Inscrits           | 1 863 |       |  |  |  |
| Votants  | Votants           | Votants            | 1 522 | 81,70 |  |  |  |
| Exprimés | Exprimés          | Exprimés           | 1 511 | 99,28 |  |  |  |

*sortant

#### Canton de Retiers
- Conseillers sortants : Jean-Marie Guyot (Républicain modéré), élu depuis 1877 et Théophile Daussy (Républicain modéré), élus depuis 1871.

|          | Jean-Marie Guyot * | Républicain modéré | 2 391 | 98,36 |  |  |  |
|          | Théophile Daussy * | Républicain modéré | 2 283 | 93,91 |  |  |  |
|          |                    |                    |       |       |  |  |  |
| Inscrits | Inscrits           | Inscrits           | 4 143 |       |  |  |  |
| Votants  | Votants            | Votants            | 2 431 | 58,68 |  |  |  |
| Exprimés | Exprimés           | Exprimés           | 2 406 | 98,97 |  |  |  |

*sortant

### Arrondissement de Redon
- Il doit y avoir au moins neuf conseillers par arrondissement, celui de Redon ne comptant que sept cantons, deux sièges sont ajoutés à chacun des cantons les plus peuplés.

#### Canton de Bain-de-Bretagne
- Conseillers sortants : Julien Douillet (Républicain modéré) et Jules Orain (Républicain modéré), élus depuis 1877.

- Edmond Gérard élu en 1877 démissionne en 1880. La partielle pour le remplacer est organisée le même jour que ce renouvellement triennal de 1880 pour le remplacer et Jules Orain (Républicain modéré) est élu.

|          | Jules Orain *     | Républicain modéré | 2 465 | 98,80 |  |  |  |
|          | Julien Douillet * | Républicain modéré | 2 394 | 95,95 |  |  |  |
|          |                   |                    |       |       |  |  |  |
| Inscrits | Inscrits          | Inscrits           | 4 334 |       |  |  |  |
| Votants  | Votants           | Votants            | 2 495 | 57,57 |  |  |  |
| Exprimés | Exprimés          | Exprimés           | 2 489 | 99,76 |  |  |  |

*sortant

#### Canton de Grand-Fougeray
- Conseiller sortant : François-René Bily (?), élu depuis 1871 ne se représente pas.

|          | Jean-Marie Chupin | Légitimiste        | 952   | 58,91 |  |  |  |
|          | P. Bonal          | Républicain modéré | 632   | 39,11 |  |  |  |
|          |                   |                    |       |       |  |  |  |
| Inscrits | Inscrits          | Inscrits           | 1 992 |       |  |  |  |
| Votants  | Votants           | Votants            | 1 621 | 81,38 |  |  |  |
| Exprimés | Exprimés          | Exprimés           | 1 616 | 99,69 |  |  |  |

*sortant

#### Canton de Pipriac
- Conseiller sortant : Célestin Bellet (Centre gauche), élu depuis 1876.

|          | Célestin Bellet * | Centre gauche | 1 652 | 98,04 |  |  |  |
|          |                   |               |       |       |  |  |  |
| Inscrits | Inscrits          | Inscrits      | 3 959 |       |  |  |  |
| Votants  | Votants           | Votants       | 1 685 | 42,56 |  |  |  |
| Exprimés | Exprimés          | Exprimés      | 1 661 | 98,58 |  |  |  |

*sortant

#### Canton du Sel-de-Bretagne
- Conseiller sortant : Jacques Gastel (?), élu depuis 1871, ne se représente pas.

|          | François Bréal |          | 736   | 62,96 |  |  |  |
|          | François Noël  |          | 428   | 36,61 |  |  |  |
|          |                |          |       |       |  |  |  |
| Inscrits | Inscrits       | Inscrits | 1 717 |       |  |  |  |
| Votants  | Votants        | Votants  | 1 169 | 68,08 |  |  |  |
| Exprimés | Exprimés       | Exprimés | 1 164 | 99,57 |  |  |  |

*sortant

### Arrondissement de Montfort
- Il doit y avoir au moins neuf conseillers par arrondissement, celui de Montfort ne comptant que cinq cantons, quatre sièges sont ajoutés aux quatre cantons les plus peuplés.

#### Canton de Bécherel
- Conseillers sortants : Ludovic de La Forest (Légitimiste) et André Lebon (Légitimiste), élus depuis 1871.

|          | Ludovic de La Forest * | Légitimiste | 1 775 | 96,10 |  |  |  |
|          | André Lebon *          | Légitimiste | 1 766 | 95,62 |  |  |  |
|          |                        |             |       |       |  |  |  |
| Inscrits | Inscrits               | Inscrits    | 2 669 |       |  |  |  |
| Votants  | Votants                | Votants     | 1 847 | 69,20 |  |  |  |
| Exprimés | Exprimés               | Exprimés    | 1 811 | 98,05 |  |  |  |

*sortant

#### Canton de Plélan-le-Grand
- Conseillers sortants : Aimé Bigarré (Républicain modéré), élu depuis 1877 et Charles Rallé (Républicain modéré), élu depuis 1880.

- Désiré André, élu en 1877 est élu au Conseil général en aout 1880. Lors de la partielle organisée le 19 septembre 1880 pour le remplacer, Charles Rallé (Républicain modéré) est élu.

|          | Charles Rallé * | Républicain modéré | 1 682 | 93,86 |  |  |  |
|          | Aimé Bigarré *  | Républicain modéré | 1 537 | 85,77 |  |  |  |
|          |                 |                    |       |       |  |  |  |
| Inscrits | Inscrits        | Inscrits           | 3 731 |       |  |  |  |
| Votants  | Votants         | Votants            | 1 792 | 48,03 |  |  |  |
| Exprimés | Exprimés        | Exprimés           | 1 779 | 99,28 |  |  |  |

*sortant